# Hasan Habib
Hasan Habib (Karachi, 19 april 1962) is een in Pakistan geboren Amerikaans professioneel pokerspeler. Hij won onder meer het $1.500 Seven Card Stud Hi-Lo Split-toernooi van de World Series of Poker 2004 (goed voor een hoofdprijs van $93.060,-) en was verliezend finalist op de $25.000 No Limit Hold'em Championship Final Day van de World Poker Tour Bellagio Five-Star World Poker Classic 2004 (goed voor $1.372.223,-).
Habib verdiende tot en met juni 2015 meer dan $5.575.000,- in pokertoernooien (cashgames niet meegerekend).

## Wapenfeiten
Habib verscheen voor het eerst op de radar in de professionele pokerwereld toen hij in 1993 tweede werd in het $1.000 Omaha Hi/Lo-toernooi van de Jim Brady Month in Los Angeles, achter Phil Hellmuth. Daarmee verdiende hij $31.250,-. Daarna werd er een paar jaar weinig van hem vernomen, maar vanaf oktober 1996 begon hij steeds regelmatiger geldbedragen van vier of vijf cijfers te winnen op verschillende poker-evenementen.
De World Series of Poker (WSOP) 1999 waren de eerste die Habib prijzengeld opleverden. Hij werd er zeventiende in het $3.500 No Limit Hold'em-toernooi, goed voor $5.740,-. Dat was het begin van een reeks die op de World Series of Poker 2010 belandde bij zijn twintigste WSOP-cash. Habibs hoogtepunt was de titel die hij won op de editie van 2004, nadat hij op de World Series of Poker 2000 al meer dan eens dichtbij toernooiwinst was. Hij werd toen tweede in het $2.500 Limit Omaha Hi/Lo-toernooi (achter Michael Sohayegh) én vierde in het Main Event. Ook na het winnen van zijn eerste WSOP-titel, haalde Habib meerdere finaletafels. Hij werd vijfde in het $10.000 Pot Limit Omaha-toernooi van de World Series of Poker 2006, ook vijfde in het $10.000 World Championship Seven Card Stud van de World Series of Poker 2009 en diezelfde jaargang achtste in het $2.500 Mixed Limit/No Limit Hold'em-toernooi.
Habib speelde zich ook naar verschillende finaletafels op de World Poker Tour. Die pakten nog lucratiever uit. De eerste keer dat hij WPT-prijzengeld won, was in de Bellagio Five-Star World Poker Classic in april 2004. Zijn tweede plaats (achter Martin De Knijff) leverde hem meteen meer dan een miljoen op. Binnen een jaar leverde de WPT hem nog drie prijzen op, waaronder $108.906,- voor zijn zevende plaats in het $15.000 World Poker Tour Championship - No Limit Hold'em van de Five-Diamond World Poker Classic in december 2004 en $896.375,- voor zijn derde plaats in het $25.000 Main Event - No Limit Hold'em Championship van de Third Annual Five-Star World Poker Classic in april 2005. Habib werd ook vierde in het 9.600 No Limit Hold'em - Championship Event van het Bay 101 Shooting Stars 2010-evenement in San Jose (goed voor $234.300,-).

## Titels
Habib won verschillende toernooien die niet tot de WSOP of WPT behoren. Dit zijn onder meer:
- het $500 Omaha 8 or Better-toernooi van Carnivale of Poker 1998 in Las Vegas ($50.187,-)
- het $300 Limit Hold'em-toernooi van Legends of Poker 1998 in  Los Angeles ($57.710,-)
- het $1.000 Omaha Hi/Lo-toernooi van de L.A. Poker Classic 2004 ($48.255,-)
- het $1.500 Omaha Hi/Lo California State Poker Championship 2004 ($18.525.-)

## WSOP-titel
| Jaar                       | Toernooi                           | Prijs     |
| -------------------------- | ---------------------------------- | --------- |
| World Series of Poker 2004 | $1.500 Seven Card Stud Hi-Lo Split | $93.060,- |